# Maj Ödman
Maj Anna-Karin Ödman, född 9 maj 1915 i Sollefteå, Västernorrlands län, död 1 september 2009 i Danderyd, var en svensk radio- och TV-producent, journalist, författare och översättare.

## Biografi
Ödman producerade under mer än 40 år radio- och TV-program med sociala och medicinska teman. Sitt sista program gjorde hon 1997. Hon skrev även flera böcker, bland andra Föräldraboken tillsammans med radiokollegan Lis Asklund.
Bland Maj Ödmans stora produktion finns en uppmärksammad TV-serie i tio delar, Peter och hans kamrater (1967), om en neurosedynskadad pojke, Peter Sundström, samt en radioserie från 1958–1959 om tvillingarna Bengt och Rolf Eriksson och deras skolgång på Tomteboda blindinstitut.
Maj Ödman var chef för Radiohjälpen under åren 1965 och 1973. Hon var ursprungligen lärare. Maj Ödman hade två hedersdoktorat, vid Karolinska Institutet (1985) och Samhällsvetenskapliga fakulteten vid Stockholms universitet. Hon har även tilldelats Vasaorden. Maj Ödman är begravd på Galärvarvskyrkogården i Stockholm.
Maj Ödman var dotter till länsjägmästare Per Jakob Ödman och Anna Ödman, född Engströmer. Ödman var gift med marindirektören Tor A. Ödman. Maj Ödman var syster till Per Ödman.

## Skrifter (urval)
- Farligheter i barnets värld (Ehlin, 1956)
- Mats, Bengt och de andra (Rabén & Sjögren, 1961)
- Föräldraboken: utgiven under medverkan av Sveriges främsta experter i barnuppfostrings- och familjefrågor till alla föräldrars hjälp (red.: Lis Asklund, Maj Ödman, teckningar: Kerstin Thorvall, Bernces förlag, 1963)
- Barn och rädsla (tillsammans med Inga Sylvander, Sveriges radio, 1969)
- Stress: en del av livet (tillsammans med Marianne Frankenhaeuser, Bromberg, 1983)
- Dyslexi - vad är det? (tillsammans med Christopher Gillberg, Natur och kultur, 1994)

Översättning
- Raymond Queneau: Vad världen ändå är liten (Loin de Rueil) (översatt tillsammans med C. G. Bjurström, Bonnier, 1949)